# Le Grand-Pressigny
Le Grand-Pressigny è un comune francese di 1 035 abitanti situato nel dipartimento dell'Indre e Loira nella regione del Centro-Valle della Loira.

## Società

### Evoluzione demografica
Abitanti censiti